# 路川琦
路川琦（1985年8月7日—），中国足球运动员，司职后卫，现效力于中超球队江苏舜天。